# Reaktor na tekočo sol
Reaktor na tekočo sol (ang. Molten Salt Reactor - MSR) je tip jedrskih reaktorjev, pri katerem je primarno hladivo tekoča sol, v nekaterih primerih je v soli tudi jedrsko gorivo. MSR reaktorji delujejo pri večjih temperaturah kot vodno hlajeni in imajo zato večji izkoristek: Tudi ni treba tako močno presurizirati hladiva, zato ni možna eksplozija pare.
Jedrsko gorivo je lahko trdno ali pa raztopljeno v soli. V veliko primerih je uranov tetrafluorid (UF4) raztopljen v tekočem fluoridu. Moderator v jedru reaktorja je grafit. Pri reaktorjih na trdno gorivo, je keramično gorivo razporejeno v grafitni matrici. Hladivo je tekoča sol pri nizkem tlaku in visoki temperaturi. Soli dosti bolj efektivno prevajajo toploto kot stisnjeni helij. Tako je celotna naprava dosti manjša, ker ni potrebnih toliko cevi in črpalk.
Jedrski letalski motor Aircraft Reactor Experiment (1954) je bil eden izmed prvih dizajnov na tekočo sol. Molten-Salt Reactor Experiment (1965–1969) pa je bil prototip za oplodni reaktor, ki bi uporabljal kot gorivo torij. Eden izme predlaganih reaktorjev 4. generacije je MSR z nazivno močjo okrog 1000 MWe.

## Prednosti
MSR reaktorji nimajo veliko prednosti pred reaktorji na lahko vodo
- Zelo varna zasnova z elementi pasivne varnost, nekateri dizajni imajo negativni koeficient reaktivnosti pri visoki temperaturi
- Delujejo pri nizkih tlakih, zato je potrebnih precej manj sestavnih delov
- V teoriji se z uporabo recikliranja goriva so produkti samo fisijski produkti, dolgoreaktivnih produktov je sorazmerno malo
- Ni treba izdelovati gorivnih palic
- Možnost piroprocesiranja za separacijo fisijskih produktov
- Nekateri MSR reaktorji lahko "žgejo" transuranične elemente iz drugih reaktorjev na trdno gorivo
- MSR reaktorji lahko hitro reagirajo na spremembno moči, ni "ksenonske zastrupitve"
- Delujejo pri večjih temperaturah kar poveča izkoristek
- Imajo večjo gostoto moči, za isto moč je potreben manjši reaktor
- Dobra "ekonomija nevtronov" omogoča uporabo torija kot gorivo

## Slabosti
- Manj raziskani kot drug Gen IV generatorji
- Potrebna je kemična zgradba na mestu reaktorja za vzdrževanje delovne snovi in odstranjevanje fisijskih produktov
- Soli z litijem proizvajajo veliko radioaktivnega tritija (v primerjavi s težkovodnimi reaktorji), ki je pa potenicalno uporaben
- Možnost problemov pri ceertifikacij, ker so manj raziskani
- Korozija je lahko problem po več desetletjih uporabe [2]
- Nikljeve in železove zlitine lahko postanejo krhke, ko so izpostavljene toku nevtronov
- Možna proizvodnja goriva za jedrsko orožje v oplodnih reaktorjih[3]